# Louis Kuehn
Louis Kuehn, detto Hap o Happy (Portland, 2 aprile 1901 – West Linn, 30 marzo 1981), è stato un tuffatore statunitense, campione olimpico nel 1920.

## Biografia
Allenato da Jack Cody nel Multnomah Athletic Club di Portland (Oregon), il diciannovenne Louis Kuehn vinse la medaglia d'oro nei tuffi dal trampolino da 3 metri alle Olimpiadi di Anversa nel 1920 con il punteggio di 675.40, davanti ai connazionali Clarence Pinkston e Louis Balbach, realizzando così un podio tutto statunitense.
Abbandonate le competizioni, Louis Kuehn diventò allenatore di nuoto e tuffi. Durante la Seconda guerra mondiale fu istruttore di nuoto per la Marina degli Stati Uniti.
Nel 1980 fu inserito nella Oregon Sports Hall of Fame, la Hall of Fame degli sportivi dell'Oregon, e nel 1988 nella International Swimming Hall of Fame, la Hall of Fame internazionale del nuoto.

## Palmarès
- Giochi olimpici

Anversa 1920: oro nel trampolino 3 metri.